# Tethina gobii
Tethina gobii är en tvåvingeart som beskrevs av Beschovski och Nartshuk 1997. Tethina gobii ingår i släktet Tethina och familjen Canacidae. Inga underarter finns listade i Catalogue of Life.